# Pleospora
Pleospora is een schimmelgeslacht van de ascomyceten. Het geslacht werd in 1857 beschreven door Gottlob Ludwig Rabenhorst en werd gereviseerd door Wehmeyer en Muller.
De Pleospora-soorten hebben bruine, muriforme ascosporen in verspreid of bij elkaar staande perithecia.

## Soorten
Volgens Index Fungorum bevat het geslacht 377 soorten (peildatum maart 2023):
| Soortnaam                                               | Auteur(s)                                   | Publicatiejaar |
| ------------------------------------------------------- | ------------------------------------------- | -------------- |
| Pleospora abscondita (Rietbladmuurspoorbolletje)        | Sacc. & Roum.                               | 1881           |
| Pleospora acaenae                                       | Henn.                                       | 1906           |
| Pleospora aceris-tatarici                               | Sandu                                       | 1962           |
| Pleospora aclypeata                                     | Jadhav, Somani & Wangikar                   | 1978           |
| Pleospora addubitans                                    | (Stirt.) A.L. Sm.                           | 1926           |
| Pleospora adenophorae                                   | Gucevič                                     | 1972           |
| Pleospora adminae                                       | Rieuf                                       | 1962           |
| Pleospora aeluropodis                                   | Lobik                                       | 1928           |
| Pleospora agapanthi                                     | Cruchet                                     | 1923           |
| Pleospora agavicola                                     | Sivan.                                      | 1984           |
| Pleospora aggregata                                     | Wehm. & S. Ahmad                            | 1964           |
| Pleospora akolae                                        | Jadhav, Somani & Wangikar                   | 1978           |
| Pleospora alismatis                                     | Ellis & Everh.                              | 1902           |
| Pleospora alnea                                         | Kauffman                                    | 1929           |
| Pleospora alnicola                                      | Podl. & Svrček                              | 1970           |
| Pleospora alsines                                       | Hollós                                      | 1906           |
| Pleospora alstroemeriae                                 | Speg.                                       | 1910           |
| Pleospora altajensis                                    | Petr.                                       | 1928           |
| Pleospora alternariae                                   | Gibelli & Griffiths                         | 1873           |
| Pleospora ambigua                                       | (Berl. & Bres.) Wehm.                       | 1951           |
| Pleospora amelanchieris                                 | Wehm.                                       | 1946           |
| Pleospora amphoricarpi                                  | (Bubák) Wehm.                               | 1961           |
| Pleospora androsaces                                    | Fuckel                                      | 1875           |
| Pleospora angustata                                     | Wehm.                                       | 1951           |
| Pleospora angustis                                      | Gruyter & Verkley                           | 2012           |
| Pleospora anthyllidis                                   | Auersw. & Niessl                            | 1876           |
| Pleospora aphyllanthis                                  | Henn.                                       | 1902           |
| Pleospora aquatica                                      | Griffiths                                   | 1899           |
| Pleospora aradensis                                     | M. Petrescu                                 | 1942           |
| Pleospora armeniacae                                    | McAlpine                                    | 1902           |
| Pleospora arundinis                                     | Mariani                                     | 1911           |
| Pleospora arxii                                         | Tilak                                       | 1960           |
| Pleospora ascodedicata                                  | L. Holm & Nograsek                          | 1990           |
| Pleospora asplenii                                      | Ziling                                      | 1929           |
| Pleospora asymmetrica                                   | Wehm.                                       | 1951           |
| Pleospora atromaculans                                  | Rehm                                        | 1904           |
| Pleospora aurangabadensis                               | Tilak & R.L. Kulk.                          | 1974           |
| Pleospora aurea                                         | Ellis & Everh.                              | 1883           |
| Pleospora aureliana                                     | Fairm.                                      | 1906           |
| Pleospora avenae                                        | Rathschlag                                  | 1930           |
| Pleospora baldensis                                     | Crivelli                                    | 1983           |
| Pleospora baldingerae                                   | Petr.                                       | 1924           |
| Pleospora baldratiana                                   | Bacc.                                       | 1917           |
| Pleospora balsamorrhizae                                | Tracy & Earle                               | 1901           |
| Pleospora bardanae                                      | Niessl                                      | 1876           |
| Pleospora bataanensis                                   | Petr.                                       | 1923           |
| Pleospora batumensis                                    | Naumov                                      | 1912           |
| Pleospora berberidicola                                 | Lobik                                       | 1928           |
| Pleospora berlesii                                      | Oudem.                                      | 1897           |
| Pleospora bernadetiae                                   | van den Boom                                | 2014           |
| Pleospora biebersteinii                                 | Gucevič                                     | 1972           |
| Pleospora billbergiae                                   | Verwoerd & Du Plessis                       | 1931           |
| Pleospora bjoerlingii                                   | Byford                                      | 1963           |
| Pleospora bobanensis                                    | Bubák                                       | 1915           |
| Pleospora boldoae                                       | Speg.                                       | 1910           |
| Pleospora borgiana                                      | (Sacc.) Theiss.                             | 1917           |
| Pleospora brachyspora                                   | (Niessl) Petr.                              | 1940           |
| Pleospora briosiana                                     | Maffei                                      | 1916           |
| Pleospora bryophila                                     | Racov.                                      | 1959           |
| Pleospora bubakiana                                     | Jaap                                        | 1916           |
| Pleospora buddlejae                                     | Gucevič                                     | 1959           |
| Pleospora buddlejicola                                  | Gucevič                                     | 1959           |
| Pleospora bulgarica                                     | Petr.                                       | 1931           |
| Pleospora caesalpiniae                                  | Gucevič                                     | 1960           |
| Pleospora camelliae                                     | Dippen.                                     | 1931           |
| Pleospora canariensis                                   | Speg.                                       | 1914           |
| Pleospora caricis-pendulae                              | Unamuno                                     | 1929           |
| Pleospora carphicola                                    | Speg.                                       | 1924           |
| Pleospora caudata                                       | (Rehm) E. Müll.                             | 1951           |
| Pleospora ceanothi                                      | (Dearn. & House) Dearn.                     | 1926           |
| Pleospora celtidicola                                   | Gucevič                                     | 1959           |
| Pleospora centaureae                                    | Politis                                     | 1940           |
| Pleospora cephalandrae                                  | E. Müll. & S. Ahmad                         | 1957           |
| Pleospora cerasi                                        | Politis                                     | 1938           |
| Pleospora cereicola                                     | Speg.                                       | 1910           |
| Pleospora chlorogali                                    | Fairm.                                      | 1923           |
| Pleospora chuquiragae                                   | Speg.                                       | 1909           |
| Pleospora clavata                                       | Gucevič                                     | 1970           |
| Pleospora clavispora                                    | Wehm.                                       | 1953           |
| Pleospora clementsii                                    | Wehm.                                       | 1953           |
| Pleospora clypeata                                      | Wehm.                                       | 1949           |
| Pleospora collaltina                                    | Sacc. & Speg.                               | 1878           |
| Pleospora collapsa                                      | Feltgen                                     | 1903           |
| Pleospora colobanthi                                    | Henn.                                       | 1906           |
| Pleospora coluteae                                      | (Goid.) Wehm.                               | 1961           |
| Pleospora coluteicola                                   | Gonz. Frag.                                 | 1917           |
| Pleospora comata                                        | Niessl                                      | 1872           |
| Pleospora compositarum                                  | Earle                                       | 1901           |
| Pleospora coronillae                                    | Severini                                    | 1913           |
| Pleospora crozalsii                                     | Vouaux                                      | 1913           |
| Pleospora culmicola                                     | Speg.                                       | 1910           |
| Pleospora culmigena                                     | Feltgen                                     | 1901           |
| Pleospora curvasca                                      | Bubák                                       | 1914           |
| Pleospora cytisella                                     | Lobik                                       | 1928           |
| Pleospora cytisi                                        | Fuckel                                      | 1870           |
| Pleospora cytisicola                                    | Lobik                                       | 1928           |
| Pleospora dakotensis                                    | (Rehm) Petr.                                | 1952           |
| Pleospora dalbergiae                                    | A.K. Pande                                  | 1970           |
| Pleospora davatchii                                     | Esfand.                                     | 1950           |
| Pleospora dearnessii                                    | Sacc.                                       | 1914           |
| Pleospora deceptiva                                     | Wehm.                                       | 1961           |
| Pleospora denudata                                      | Feltgen                                     | 1903           |
| Pleospora dianthi                                       | Rabenh.                                     | 1862           |
| Pleospora dichondrae                                    | Frisullo & U. Braun                         | 1996           |
| Pleospora dichromotricha                                | (Speg.) Wehm.                               | 1953           |
| Pleospora discoidea                                     | Feltgen                                     | 1903           |
| Pleospora discors                                       | (Durieu & Mont.) Ces. & De Not.             | 1863           |
| Pleospora dissiliens                                    | Magnus                                      | 1900           |
| Pleospora doidgeae                                      | Petr.                                       | 1927           |
| Pleospora donacina                                      | (Fr.) Niessl                                | 1876           |
| Pleospora drummondii                                    | Nirenberg & Plate                           | 1983           |
| Pleospora drygalskiana                                  | Henn.                                       | 1906           |
| Pleospora dusenii                                       | Petr.                                       | 1947           |
| Pleospora dyeri                                         | Doidge                                      | 1948           |
| Pleospora echiicola                                     | Petr.                                       | 1924           |
| Pleospora echinophorae                                  | Kuhnh.-Lord. & J.P. Barry                   | 1949           |
| Pleospora edwiniae                                      | Clem.                                       | 1903           |
| Pleospora egyptiaca                                     | Reichert                                    | 1921           |
| Pleospora elaeagni                                      | Tilak & R. Rao                              | 1968           |
| Pleospora elegans                                       | Gucevič                                     | 1971           |
| Pleospora eleocharidis                                  | P. Karst.                                   | 1873           |
| Pleospora ellisii                                       | Wehm.                                       | 1961           |
| Pleospora eocoronis                                     | Clem. ex Wehm.                              | 1961           |
| Pleospora ephedricola                                   | Speg.                                       | 1912           |
| Pleospora epilobii                                      | E. Müll.                                    | 1951           |
| Pleospora episphaeria                                   | Teng & S.H. Ou                              | 1936           |
| Pleospora equiseti                                      | A.L. Sm.                                    | 1908           |
| Pleospora eremosparti                                   | Szembel                                     | 1924           |
| Pleospora eriobotryae                                   | Cristofol.                                  | 1913           |
| Pleospora eryngii                                       | Politis                                     | 1940           |
| Pleospora escalerae                                     | Gonz. Frag.                                 | 1918           |
| Pleospora escaleriana                                   | Gonz. Frag.                                 | 1918           |
| Pleospora eturmiuna                                     | E.G. Simmons                                | 2001           |
| Pleospora eucalypti                                     | J.L. Mulder                                 | 1989           |
| Pleospora euonymella                                    | Maubl.                                      | 1903           |
| Pleospora eustegia                                      | (Cooke) Sacc.                               | 1883           |
| Pleospora excelsa                                       | Gonz. Frag.                                 | 1923           |
| Pleospora fagi                                          | Lind                                        | 1907           |
| Pleospora faidherbiae                                   | Faurel & Schotter                           | 1958           |
| Pleospora falconeri                                     | Henn.                                       | 1903           |
| Pleospora farlowiana                                    | Rehm                                        | 1904           |
| Pleospora feijoae                                       | Gucevič                                     | 1970           |
| Pleospora feltgenii                                     | Sacc. & P. Syd.                             | 1902           |
| Pleospora filicina                                      | Feltgen                                     | 1903           |
| Pleospora gailloniae                                    | Bubák                                       | 1914           |
| Pleospora gallica                                       | Brunaud ex Sacc.                            | 1914           |
| Pleospora gaubae                                        | Petr.                                       | 1949           |
| Pleospora gaussiana                                     | Henn.                                       | 1906           |
| Pleospora genistae                                      | Gucevič                                     | 1972           |
| Pleospora gerberae                                      | Dippen.                                     | 1931           |
| Pleospora gigantasca                                    | Rostr.                                      | 1903           |
| Pleospora gigaspora                                     | P. Karst.                                   | 1884           |
| Pleospora glyceriae                                     | Feltgen                                     | 1901           |
| Pleospora gompholobii                                   | Petr.                                       | 1954           |
| Pleospora graminearum                                   | Wehm.                                       | 1961           |
| Pleospora grevilleae                                    | Petr.                                       | 1954           |
| Pleospora guceviczii                                    | Glezer                                      | 1959           |
| Pleospora gymnadeniae                                   | Hollós                                      | 1926           |
| Pleospora halimi                                        | Maubl.                                      | 1905           |
| Pleospora hederae                                       | Politis                                     | 1935           |
| Pleospora helichrysi                                    | Hollós                                      | 1907           |
| Pleospora heliotropii                                   | Golovin                                     | 1950           |
| Pleospora helvetica                                     | Niessl                                      | 1876           |
| Pleospora henningsiana                                  | Ruhland                                     | 1901           |
| Pleospora heterophragmia                                | Sousa da Câmara                             | 1951           |
| Pleospora hibisci                                       | Gucevič                                     | 1970           |
| Pleospora hidakana                                      | Otani & Mikawa                              | 1971           |
| Pleospora hippophaes                                    | P. Larsen                                   | 1952           |
| Pleospora hrubyana                                      | Petr.                                       | 1931           |
| Pleospora hungarica                                     | (Moesz) Wehm.                               | 1961           |
| Pleospora hydrophila                                    | P. Karst.                                   | 1883           |
| Pleospora ilicis                                        | Wehm.                                       | 1953           |
| Pleospora imparseptata                                  | Sousa da Câmara                             | 1929           |
| Pleospora incarvilleae                                  | Byzova                                      | 1979           |
| Pleospora incerta                                       | Crivelli                                    | 1983           |
| Pleospora indica                                        | (Tandon & Bilgrami) K.S. Thind & Mandahar   | 1966           |
| Pleospora insignis                                      | Gucevič                                     | 1971           |
| Pleospora intermedia                                    | Speg.                                       | 1910           |
| Pleospora inulae-candidae                               | Jaap                                        | 1916           |
| Pleospora iqbalii                                       | M.T. Lucas                                  | 1969           |
| Pleospora islandica                                     | Johanson                                    | 1884           |
| Pleospora juglandina                                    | Feltgen                                     | 1903           |
| Pleospora junci                                         | Pass. & Beltrani                            | 1882           |
| Pleospora juzepczukii                                   | Gucevič                                     | 1972           |
| Pleospora kamatii                                       | A. Pande                                    | 1982           |
| Pleospora karatavica                                    | Tartenova                                   | 1969           |
| Pleospora karii                                         | Petr.                                       | 1936           |
| Pleospora kentiae                                       | Maubl.                                      | 1903           |
| Pleospora kerguelensis                                  | Henn.                                       | 1906           |
| Pleospora kirghisorum                                   | Domashova                                   | 1960           |
| Pleospora kok-saghyz                                    | Cherem.                                     | 1951           |
| Pleospora kouh-cherrica                                 | Gonz. Frag.                                 | 1918           |
| Pleospora kouh-sefidica                                 | Gonz. Frag.                                 | 1918           |
| Pleospora kravtzevii                                    | (Schwarzman) Byzova                         | 1987           |
| Pleospora kudjurica                                     | Petr.                                       | 1949           |
| Pleospora kurdistanica                                  | Bubák                                       | 1914           |
| Pleospora kurtbaueri                                    | Wechtl & Riedl                              | 1986           |
| Pleospora lacustris                                     | Feltgen                                     | 1903           |
| Pleospora laminariana                                   | G.K. Sutherl.                               | 1916           |
| Pleospora lantanae                                      | Jaap                                        | 1917           |
| Pleospora lapageriae                                    | Speg.                                       | 1910           |
| Pleospora lapataiensis                                  | Speg.                                       | 1924           |
| Pleospora laricina                                      | Rehm                                        | 1882           |
| Pleospora lecanora                                      | Rehm                                        | 1913           |
| Pleospora leontopodii                                   | (Cruchet) E. Müll.                          | 1951           |
| Pleospora lepidiicola                                   | Earle                                       | 1901           |
| Pleospora leptosphaerulinoides                          | Crivelli                                    | 1983           |
| Pleospora lesdainii                                     | Vouaux                                      | 1912           |
| Pleospora ligni                                         | Kirschst.                                   | 1906           |
| Pleospora lignicola                                     | J. Webster & M.T. Lucas                     | 1961           |
| Pleospora ligustri                                      | Politis                                     | 1935           |
| Pleospora lindaviana                                    | Reichert                                    | 1921           |
| Pleospora lini-cathartici                               | Unamuno                                     | 1930           |
| Pleospora lithophilae                                   | Gucevič                                     | 1972           |
| Pleospora logani                                        | Gucevič                                     | 1959           |
| Pleospora loganicola                                    | Gucevič                                     | 1959           |
| Pleospora lomandrae                                     | Petr.                                       | 1957           |
| Pleospora lutea                                         | Wehm.                                       | 1961           |
| Pleospora luzulae                                       | E. Müll.                                    | 1977           |
| Pleospora lycopersici                                   | Marchal & É.J. Marchal                      | 1921           |
| Pleospora lycopodii                                     | Lind                                        | 1913           |
| Pleospora lycopodiicola                                 | Lind                                        | 1934           |
| Pleospora macedonica                                    | Petr.                                       | 1936           |
| Pleospora macrospora                                    | Ces. & De Not.                              | 1863           |
| Pleospora magnifica                                     | Peck                                        | 1906           |
| Pleospora magnoliae                                     | Massa                                       | 1912           |
| Pleospora mallorquina                                   | Rolland                                     | 1905           |
| Pleospora mangiferae                                    | A. Pande                                    | 1980           |
| Pleospora massarioides                                  | Feltgen                                     | 1903           |
| Pleospora mauritanica                                   | Maire                                       | 1907           |
| Pleospora megalotheca                                   | Tracy & Earle                               | 1901           |
| Pleospora meliae                                        | Politis                                     | 1935           |
| Pleospora mesopotamica                                  | Bubák                                       | 1914           |
| Pleospora microspora                                    | Niessl                                      | 1876           |
| Pleospora minor                                         | Wehm.                                       | 1952           |
| Pleospora minuartiae                                    | Gucevič                                     | 1972           |
| Pleospora minuta                                        | Kirschst.                                   | 1906           |
| Pleospora miscanthi                                     | H.S. Yates                                  | 1917           |
| Pleospora mollis                                        | Starbäck                                    | 1905           |
| Pleospora montana                                       | Wehm.                                       | 1946           |
| Pleospora montemartinii                                 | Caracc.                                     | 1934           |
| Pleospora moravica                                      | (Petr.) Wehm.                               | 1952           |
| Pleospora moricola                                      | Pass.                                       | 1885           |
| Pleospora muelleri                                      | Tilak                                       | 1960           |
| Pleospora myricariae                                    | Ade                                         | 1923           |
| Pleospora nabelekii                                     | Picb.                                       | 1932           |
| Pleospora negundinis                                    | Oudem.                                      | 1900           |
| Pleospora neottiae                                      | Hollós                                      | 1910           |
| Pleospora nevadensis                                    | Petr.                                       | 1931           |
| Pleospora nicotianae                                    | Av.-Saccá                                   | 1922           |
| Pleospora nidulans                                      | Speg.                                       | 1912           |
| Pleospora nitida                                        | (Ellis & Everh.) Wehm.                      | 1942           |
| Pleospora njegusensis                                   | Bubák                                       | 1915           |
| Pleospora nolinae                                       | A.W. Ramaley & M.E. Barr                    | 1995           |
| Pleospora notarisii                                     | (Sacc.) Petr.                               | 1940           |
| Pleospora obliqua                                       | Wehm.                                       | 1951           |
| Pleospora oblongispora                                  | Rehm                                        | 1907           |
| Pleospora obtusispora                                   | Z.Q. Yuan & M.E. Barr                       | 1995           |
| Pleospora occultata                                     | Oudem.                                      | 1894           |
| Pleospora oenotherae                                    | Feltgen                                     | 1903           |
| Pleospora oleraceae                                     | Tehon & G.L. Stout                          | 1929           |
| Pleospora oligasca                                      | Bubák                                       | 1906           |
| Pleospora oligomera                                     | Sacc. & Speg.                               | 1878           |
| Pleospora ononidis                                      | Picb.                                       | 1927           |
| Pleospora onosmatis                                     | Hollós                                      | 1906           |
| Pleospora opuntiicola                                   | Bubák                                       | 1906           |
| Pleospora orbicularis                                   | Auersw.                                     | 1869           |
| Pleospora orchidearum                                   | Henn.                                       | 1905           |
| Pleospora osmanthicola                                  | Dzhalag.                                    | 1964           |
| Pleospora osyridigena                                   | Bubák                                       | 1906           |
| Pleospora paludiscirpi                                  | E.G. Simmons                                | 2001           |
| Pleospora palustris                                     | Berl.                                       | 1888           |
| Pleospora panamensis                                    | (F. Stevens & C.J. King) Petr.              | 1929           |
| Pleospora pegani                                        | Bubák                                       | 1914           |
| Pleospora peganicola                                    | Gucevič                                     | 1960           |
| Pleospora pelagica                                      | T.W. Johnson                                | 1956           |
| Pleospora pelvetiae                                     | G.K. Sutherl.                               | 1915           |
| Pleospora penicillus (Ruig muurspoorbolletje)           | Fuckel                                      | 1874           |
| Pleospora persica                                       | Syd. & P. Syd.                              | 1908           |
| Pleospora pertusa                                       | Sacc. & Cavara                              | 1900           |
| Pleospora phaeocomoides                                 | (Sacc.) G. Winter                           | 1886           |
| Pleospora phaeospora                                    | (Duby) Ces. & De Not.                       | 1863           |
| Pleospora philadelphi                                   | Politis                                     | 1935           |
| Pleospora phyllophila                                   | Rehm                                        | 1923           |
| Pleospora pileata                                       | (Volkart) E. Müll. & Arx                    | 1950           |
| Pleospora pleosphaerioides                              | Wehm.                                       | 1946           |
| Pleospora pluriseptata                                  | Wehm.                                       | 1961           |
| Pleospora poincianae                                    | Gucevič                                     | 1960           |
| Pleospora polymorpha                                    | Maubl.                                      | 1903           |
| Pleospora potentillae                                   | (Rostr.) E. Müll.                           | 1951           |
| Pleospora pottiae                                       | Moesz                                       | 1924           |
| Pleospora praeandina                                    | Speg.                                       | 1909           |
| Pleospora primulae                                      | Crivelli                                    | 1983           |
| Pleospora prosopidis                                    | Bubák                                       | 1914           |
| Pleospora proteosperma                                  | Speg.                                       | 1910           |
| Pleospora proustiae                                     | Speg.                                       | 1909           |
| Pleospora pulchra                                       | Kirschst.                                   | 1906           |
| Pleospora punctata                                      | Wehm.                                       | 1946           |
| Pleospora punctulata                                    | I. Hino & Katum.                            | 1961           |
| Pleospora puyae                                         | Speg.                                       | 1910           |
| Pleospora pygmaea                                       | (Ellis & Everh.) M.E. Barr                  | 1990           |
| Pleospora rainierensis                                  | Wehm.                                       | 1951           |
| Pleospora ranunculi                                     | Keissl.                                     | 1922           |
| Pleospora rehmiana                                      | Staritz                                     | 1913           |
| Pleospora rhanterii                                     | Henn.                                       | 1904           |
| Pleospora rhinanthi                                     | Naumov                                      | 1925           |
| Pleospora rhytidhysterii                                | Petr.                                       | 1963           |
| Pleospora ribesia                                       | Feltgen                                     | 1903           |
| Pleospora richtophensis                                 | Ellis & Everh.                              | 1894           |
| Pleospora robusta                                       | Speg.                                       | 1909           |
| Pleospora rosarum                                       | Gonz. Frag.                                 | 1924           |
| Pleospora rotundata                                     | Reichert                                    | 1921           |
| Pleospora rubelloides (Purpervlekkig muurspoorbolletje) | (Plowr. ex Cooke) J. Webster                | 1957           |
| Pleospora rubicola                                      | Syd. & P. Syd.                              | 1900           |
| Pleospora rubtzovii                                     | Gucevič                                     | 1972           |
| Pleospora rudis                                         | Berl.                                       | 1888           |
| Pleospora saccoboloides                                 | Speg.                                       | 1912           |
| Pleospora salicis                                       | Feltgen                                     | 1903           |
| Pleospora salicorniae                                   | P.A. Dang.                                  | 1888           |
| Pleospora salsolicola                                   | Woron.                                      | 1915           |
| Pleospora santolinae                                    | Gucevič                                     | 1962           |
| Pleospora saponariae                                    | (Gonz. Frag.) Wehm.                         | 1952           |
| Pleospora scabra                                        | Mouton                                      | 1900           |
| Pleospora scaevolae                                     | F. Stevens & P.A. Young                     | 1925           |
| Pleospora schoberiae                                    | (Sacc.) Berl.                               | 1895           |
| Pleospora schrenkiae                                    | Tartenova                                   | 1969           |
| Pleospora scirpicola                                    | (DC.) P. Karst.                             | 1873           |
| Pleospora scrophulariicola                              | Gucevič                                     | 1971           |
| Pleospora scutati                                       | Gucevič                                     | 1971           |
| Pleospora sepulta                                       | Clem.                                       | 1903           |
| Pleospora silenes                                       | Earle                                       | 1905           |
| Pleospora smyrnii                                       | Gonz. Frag.                                 | 1925           |
| Pleospora sorghi                                        | Feltgen                                     | 1903           |
| Pleospora sparganii                                     | Cooke                                       | 1890           |
| Pleospora spartii                                       | (Sacc.) Sacc. & Berl.                       | 1888           |
| Pleospora spartii-juncei                                | E. Müll.                                    | 1957           |
| Pleospora spartinae                                     | (J. Webster & M.T. Lucas) Apinis & Chesters | 1964           |
| Pleospora spetsbergiensis                               | K. Holm & L. Holm                           | 1993           |
| Pleospora spinosae                                      | Rolland                                     | 1905           |
| Pleospora spiraeanthi                                   | Schwarzman                                  | 1968           |
| Pleospora spiraeina                                     | Bubák                                       | 1915           |
| Pleospora statices                                      | Lobik                                       | 1928           |
| Pleospora straminis (Strogeel muurspoorbolletje)        | Sacc. & Speg.                               | 1878           |
| Pleospora subalpina                                     | E. Müll.                                    | 1951           |
| Pleospora submersa                                      | J. Webster & M.T. Lucas                     | 1961           |
| Pleospora subramanianii                                 | A. Pande                                    | 1982           |
| Pleospora subriparia                                    | (Cooke) Sacc.                               | 1883           |
| Pleospora subsulcata                                    | Ellis & Everh.                              | 1890           |
| Pleospora tassiana                                      | Sacc. & Traverso                            | 1911           |
| Pleospora taurica                                       | Naumov & Dobrozr.                           | 1931           |
| Pleospora tessellata                                    | Ferd. & Winge                               | 1909           |
| Pleospora theae                                         | Speschnew                                   | 1904           |
| Pleospora thymi                                         | Gucevič                                     | 1960           |
| Pleospora tiliae                                        | Feltgen                                     | 1903           |
| Pleospora tomentosa                                     | Wehm.                                       | 1946           |
| Pleospora tragacanthae                                  | Rabenh.                                     | 1877           |
| Pleospora tretiachii                                    | Hafellner                                   | 2012           |
| Pleospora trevoae                                       | Speg.                                       | 1910           |
| Pleospora trevoicola                                    | Speg.                                       | 1910           |
| Pleospora turkestanica                                  | Rehm                                        | 1911           |
| Pleospora uniserialis                                   | Wehm.                                       | 1961           |
| Pleospora uzbekistanica                                 | Babushk. & Salieva                          | 1989           |
| Pleospora valesiaca                                     | (Niessl) E. Müll.                           | 1951           |
| Pleospora vanhoeffenii                                  | Henn.                                       | 1906           |
| Pleospora verecunda                                     | (Curr.) Sacc.                               | 1883           |
| Pleospora vinosa                                        | Kirschst.                                   | 1939           |
| Pleospora vitalbae                                      | (De Not.) Berl.                             | 1888           |
| Pleospora vitis-viniferae                               | Frolov                                      | 1970           |
| Pleospora vulgatissima                                  | (Speg.) Sacc.                               | 1883           |
| Pleospora wehmeyeri                                     | A.K. Pande                                  | 1970           |
| Pleospora welwitschiae                                  | Crivelli                                    | 1983           |
| Pleospora werthiana                                     | Henn.                                       | 1906           |
| Pleospora wulffii                                       | Lind                                        | 1928           |
| Pleospora xanthoriae                                    | Khodos. & Darmostuk                         | 2016           |
| Pleospora xerophylli                                    | Petr.                                       | 1922           |
| Pleospora zeina                                         | Saccas                                      | 1951           |
| Pleospora zimmermannii                                  | Roum.                                       | 1880           |